# قافیه های طغیانگر
قافیه های طغیانگر (انگلیسی: Revolting Rhymes) یک فیلم تلویزیونی درام کمدی فانتزی بریتانیایی است که برای نمایش نوشته شده و به کارگردانی یاکوب شوه و یان لاشاور بر اساس کتابی به همین نام نوشته رولد دال در سال ۱۹۸۲ و تصویرگری کوئنتین بلیک ساخته شده است.
این فیلم دو قسمتی با بازگویی و در هم تنیدگی پنج داستان از شش افسانه کتاب، توسط مجیک لایت پیکچرز تولید شده است. این فیلم در برلین و کیپ تاون انیمیشن شد. این برنامه از BBC One در بریتانیا و از PBS در ایالات متحده پخش شد. یکی از قسمت ها نامزد جایزه اسکار بهترین پویانمایی کوتاه در نودمین دوره جوایز اسکار شد.